# Natação no Campeonato Mundial de Esportes Aquáticos de 2019 - 4x200 m livre masculino
A prova do revezamento 4x200 metros livre masculino da natação no Campeonato Mundial de Esportes Aquáticos de 2019 ocorreu no dia 26 de julho, em Gwangju, na Coreia do Sul. 

## Recordes
Antes desta competição, os recordes mundiais e do campeonato nesta prova eram os seguintes:
| Tipo                  | Atleta         | Tempo   | Local | Data                |
| --------------------- | -------------- | ------- | ----- | ------------------- |
|                       | Estados Unidos | 6:58.55 | Roma  | 31 de julho de 2009 |
| Recorde do campeonato | Estados Unidos | 6:58.55 | Roma  | 31 de julho de 2009 |

## Medalhistas
| Ouro | Prata                                                                                                  | Bronze |
| Austrália · Clyde Lewis · Kyle Chalmers · Alexander Graham · Mack Horton · Jack McLoughlin* · Thomas Fraser-Holmes* | Rússia · Mikhail Dovgalyuk · Mikhail Vekovishchev · Aleksandr Krasnykh · Martin Malyutin · Ivan Girev* | Estados Unidos · Andrew Seliskar · Blake Pieroni · Zach Apple · Townley Haas · Jack Conger · Jack LeVant* |

*Participaram apenas das eliminatórias, mas também receberam medalhas.

## Cronograma
Todos os horários são locais (UTC+9). 
| Data        | Hora  | Evento        |
| ----------- | ----- | ------------- |
| 26 de julho | 11:26 | Eliminatórias |
| 26 de julho | 21:42 | Final         |

## Resultados

### Eliminatórias
Esses foram os resultados das eliminatórias. Foram realizadas no dia 26 de julho com início às 11:26. 
| Colocação | Bateria | Raia | Nacionalidade  | Nadadores | Tempo   | Notas            |
| --------- | ------- | ---- | -------------- | --- | ------- | ---------------- |
| 1         | 3       | 6    | Itália         | Filippo Megli (1:46.79) Matteo Ciampi (1:46.42) Stefano Ballo (1:45.66) Stefano Di Cola (1:46.10)               | 7:04.97 | Q                |
| 2         | 2       | 3    | Rússia         | Aleksandr Krasnykh (1:46.58) Mikhail Dovgalyuk (1:46.28) Ivan Girev (1:47.01) Mikhail Vekovishchev (1:45.41)    | 7:05.28 | Q                |
| 3         | 3       | 4    | Estados Unidos | Andrew Seliskar (1:45.71) Jack Conger (1:47.99) Jack LeVant (1:47.57) Zach Apple (1:45.59)                      | 7:06.86 | Q                |
| 4         | 2       | 4    | Austrália      | Alexander Graham (1:46.41) Jack McLoughlin (1:46.80) Thomas Fraser-Holmes (1:47.20) Mack Horton (1:46.56)       | 7:06.97 | Q                |
| 5         | 3       | 3    | China          | Ji Xinjie (1:46.26) Wang Shun (1:47.40) Sun Yang (1:46.08) Xu Jiayu (1:47.31)                                   | 7:07.05 | Q                |
| 6         | 3       | 2    | Brasil         | Luiz Altamir Melo (1:47.51) Fernando Scheffer (1:45.94) João de Lucca (1:47.64) Breno Correia (1:46.03)         | 7:07.12 | Q,               |
| 7         | 2       | 5    | Reino Unido    | Thomas Dean (1:47.34) Calum Jarvis (1:45.94) Max Litchfield (1:48.20) Cameron Kurle (1:46.97)                   | 7:08.45 | Q                |
| 7         | 2       | 6    | Alemanha       | Poul Zellmann (1:48.29) Rafael Miroslaw (1:46.89) Jacob Heidtmann (1:45.78) Damian Wierling (1:47.49)           | 7:08.45 | Q                |
| 9         | 3       | 5    | Japão          | Kotaro Takahashi (1:48.18) Katsuhiro Matsumoto (1:45.31) Keisuke Yoshida (1:47.72) Daiya Seto (1:48.02)         | 7:09.23 |                  |
| 10        | 3       | 1    | Israel         | Denis Loktev (1:48.55) Daniel Namir (1:47.96) Tomer Frankel (1:47.95) Gal Cohen Groumi (1:47.53)                | 7:11.99 | Recorde nacional |
| 11        | 2       | 9    | Polónia        | Jan Świtkowski (1:48.20) Jan Holub (1:48.51) Jakub Kraska (1:47.30) Kacper Majchrzak (1:48.00)                  | 7:12.01 |                  |
| 12        | 2       | 8    | Suíça          | Antonio Djakovic (1:47.62) Nils Liess (1:47.28) Aleksi Schmid (1:48.22) Jérémy Desplanches (1:48.96)            | 7:12.08 | Recorde nacional |
| 13        | 3       | 8    | Bélgica        | Louis Croenen (1:48.26) Alexandre Marcourt (1:48.33) Thomas Thijs (1:49.48) Sebastien De Meulemeester (1:46.92) | 7:12.99 |                  |
| 14        | 1       | 5    | Nova Zelândia  | Lewis Clareburt (1:47.97) Matthew Stanley (1:48.10) Daniel Hunter (1:48.88) Zac Reid (1:48.11)                  | 7:13.06 | Recorde nacional |
| 15        | 2       | 1    | Hungria        | Dominik Kozma (1:46.33) Péter Bernek (1:48.98) Ákos Kalmár (1:51.41) Nándor Németh (1:46.92)                    | 7:13.64 |                  |
| 16        | 1       | 4    | Irlanda        | Jack McMillan (1:48.00) Robert Powell (1:48.84) Jordan Sloan (1:47.84) Brendan Hyland (1:49.23)                 | 7:13.91 | Recorde nacional |
| 17        | 2       | 2    | Canadá         | Markus Thormeyer (1:48.37) Alexander Pratt (1:49.45) Jeremy Bagshaw (1:48.07) Carson Olafson (1:48.12)          | 7:14.01 |                  |
| 18        | 2       | 7    | Coreia do Sul  | Lee Yoo-yeon (1:48.30) Jang Dong-hyeok (1:49.13) Hwang Sun-woo (1:49.78) Lee Ho-joon (1:47.84)                  | 7:15.05 | Recorde nacional |
| 19        | 1       | 3    | Sérvia         | Velimir Stjepanović (1:47.79) Aleksa Bobar (1:49.43) Vuk Čelić (1:48.79) Andrej Barna (1:49.30)                 | 7:15.31 | Recorde nacional |
| 20        | 2       | 0    | Portugal       | Miguel Nascimento (1:48.00) Alexis Santos (1:47.68) Tomás Veloso (1:49.83) Diogo Carvalho (1:52.41)             | 7:17.92 |                  |
| 21        | 3       | 7    | Singapura      | Quah Zheng Wen (1:48.29) Darren Chua Yi Shou (1:48.69) Jonathan Tan Eu Jin (1:50.19) Glen Lim Jun Wei (1:50.95) | 7:18.12 |                  |
| 22        | 3       | 0    | Taipé Chinesa  | Wang Hao (1:51.61) Wang Kuan-hung (1:51.68) An Ting-yao (1:51.21) Wang Hsing-hao (1:49.28)                      | 7:23.78 |                  |
| 23        | 3       | 9    | Egito          | | DNS     | DNS              |

### Final
A final foi realizada em 26 de julho às 21:42. 
| Colocação         | Raia | Nacionalidade  | Nadadores | Tempo   | Notas              |
| ----------------- | ---- | -------------- | --- | ------- | ------------------ |
| Medalha de ouro   | 6    | Austrália      | Clyde Lewis (1:45.58) Kyle Chalmers (1:45.37) Alexander Graham (1:45.05) Mack Horton (1:44.85)                    | 7:00.85 | Recorde da Oceania |
| Medalha de prata  | 5    | Rússia         | Mikhail Dovgalyuk (1:45.56) Mikhail Vekovishchev (1:45.45) Aleksandr Krasnykh (1:45.38) Martin Malyutin (1:45.42) | 7:01.81 |                    |
| Medalha de bronze | 3    | Estados Unidos | Andrew Seliskar (1:45.81) Blake Pieroni (1:44.98) Zach Apple (1:46.03) Townley Haas (1:45.16)                     | 7:01.98 |                    |
| 4                 | 4    | Itália         | Filippo Megli (1:45.86) Gabriele Detti (1:45.30) Stefano Ballo (1:45.27) Stefano Di Cola (1:45.58)                | 7:02.01 | Recorde nacional   |
| 5                 | 1    | Reino Unido    | Duncan Scott (1:44.91) Calum Jarvis (1:45.58) Thomas Dean (1:46.10) James Guy (1:45.45)                           | 7:02.04 |                    |
| 6                 | 2    | China          | Ji Xinjie (1:45.48) Wang Shun (1:46.17) Xu Jiayu (1:48.13) Sun Yang (1:44.96)                                     | 7:04.74 | =                  |
| 7                 | 7    | Brasil         | Luiz Altamir Melo (1:47.72) Fernando Scheffer (1:45.97) João de Lucca (1:47.11) Breno Correia (1:46.84)           | 7:07.64 |                    |
| 8                 | 8    | Alemanha       | Poul Zellmann (1:47.19) Rafael Miroslaw (1:47.20) Jacob Heidtmann (1:46.16) Damian Wierling (1:47.10)             | 7:07.65 |                    |

Legenda
| Recorde mundial       | Recorde mundial (World record)               |                       | Recorde africano                      | Recorde africano (African) |                                           | Q | Classificado por posição (Qualified) |
| Recorde do campeonato | Recorde do campeonato (Championship record)  | Recorde da América    | Recorde da América (Americas)         | q                          | Classificado por melhor tempo (Qualified) |   |                                      |
| Melhor marca do ano   | Melhor marca do ano (World leading)          | Recorde asiático      | Recorde asiático (Asian)              | DNS                        | Não largou (Did not start)                |   |                                      |
| Recorde nacional      | Recorde nacional (National record)           | Recorde europeu       | Recorde europeu (European)            | DNF                        | Não terminou (Did not finish)             |   |                                      |
| Recorde pessoal       | Recorde pessoal do atleta (Personal best)    | Recorde da Oceania    | Recorde da Oceania (Oceania)          | DSQ / DQ                   | Desclassificado (Disqualified)            |   |                                      |
| Recorde da temporada  | Recorde da temporada do atleta (Season best) | Recorde sul-americano | Recorde sul-americano (South America) | NM                         | Sem marca (No mark)                       |   |                                      |